# Artur Markowicz
Artur Markowicz (3. března 1872 Podgórze – 23. října 1934 Krakov) byl polský malíř a grafik.
Narodil se v asimilované židovské obchodnické rodině v Podgórzi, které tehdy ještě nebylo součástí Krakova. Po maturitě krátce navštěvoval Technickou univerzitu v Krakově, ale rozhodl se dát přednost umělecké dráze. Studoval na krakovské výtvarné akademii u Władysława Łuszczkiewicze a Jana Matejka, v roce 1895 odešel do zahraničí a navštěvoval Akademii výtvarných umění v Mnichově a École nationale supérieure des beaux-arts v Paříži. Účastnil se Podzimního salonu a Salonu francouzských umělců, získal cenu Chevalier d'Orde Académicque a navštěvoval kurzy, které vedl Jean-Léon Gérôme.
Roku 1904 se vrátil do Krakova, zařídil si ateliér v židovské čtvrti Kazimierz a zachycoval život zdejších obyvatel. Navštívil Jeruzalém a učil na Becalelově akademii umění a designu. Pobýval také v Itálii a Belgii a uspořádal tři výstavy ve Vídni. Byl členem uměleckých skupin Sztuka a Towarzystwo Zachęty Sztuk Pięknych, přátelil se s Efrajimem Lilienem a v roce 1930 byl zvolen čestným předsedou Židovské společnosti na podporu výtvarného umění.

Vytvářel především portréty a žánrové výjevy v duchu realistické mnichovské školy; jeho pozdější tvorba byla ovlivněna symbolismem i expresionismem a reagovala na traumata první světové války. Markowiczovou oblíbenou technikou byl pastel a tlumené barvy dávají jeho obrazům melancholickou náladu. Z jeho díla je cenný především cyklus Sądny dzień, dokumentující zmizelý svět krakovské židovské komunity.
Artur Markowicz je pohřben na krakovském Novém židovském hřbitově. Jeho obrazy jsou k vidění ve Staré synagoze v Krakově, Národním muzeu ve Varšavě a v Telavivském muzeu umění.

## Z díla

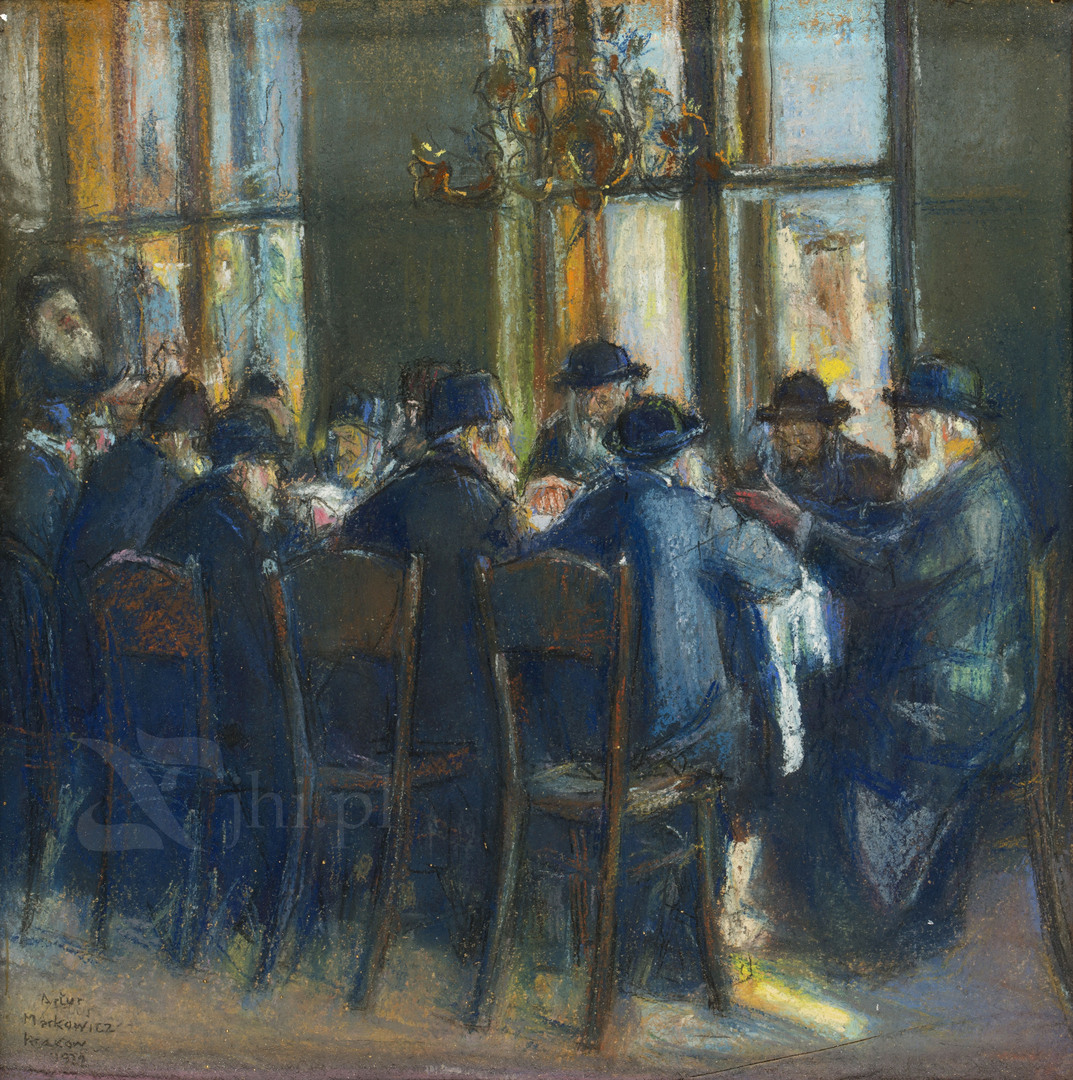
Talmudisté
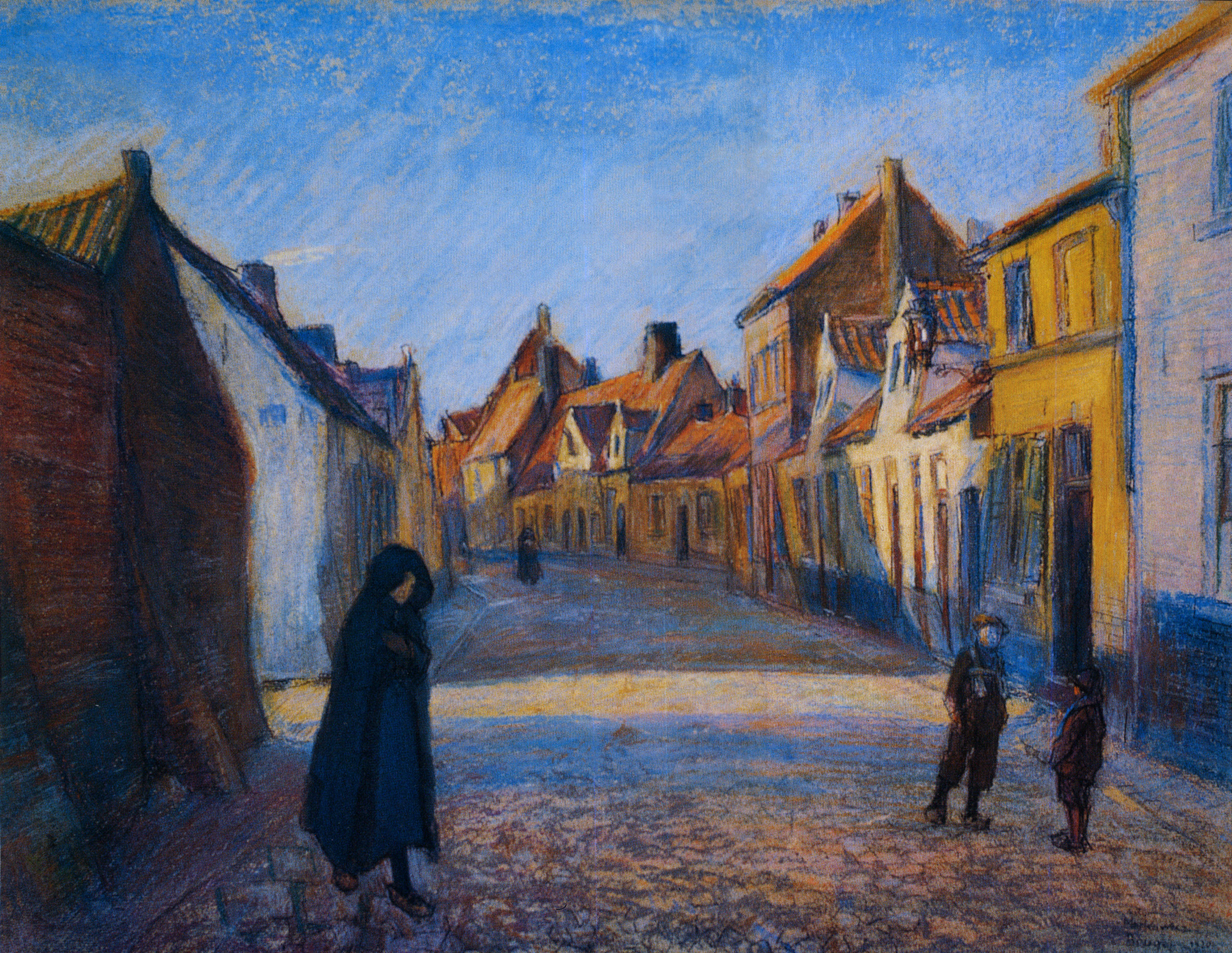
Ulice v Bruggách
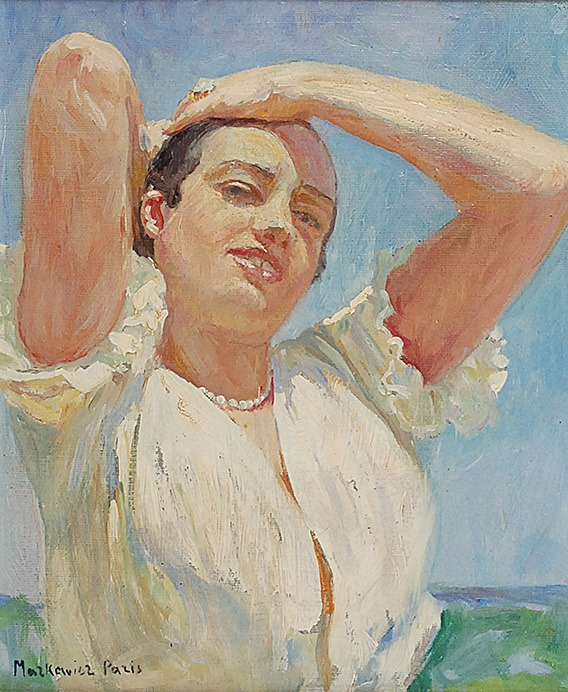
Na slunci
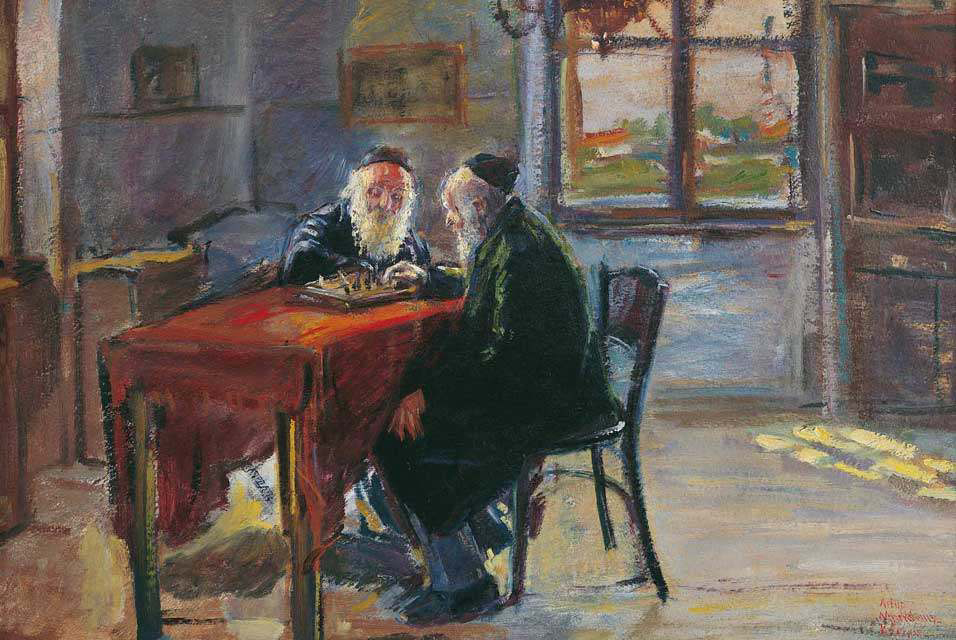
Šachisté
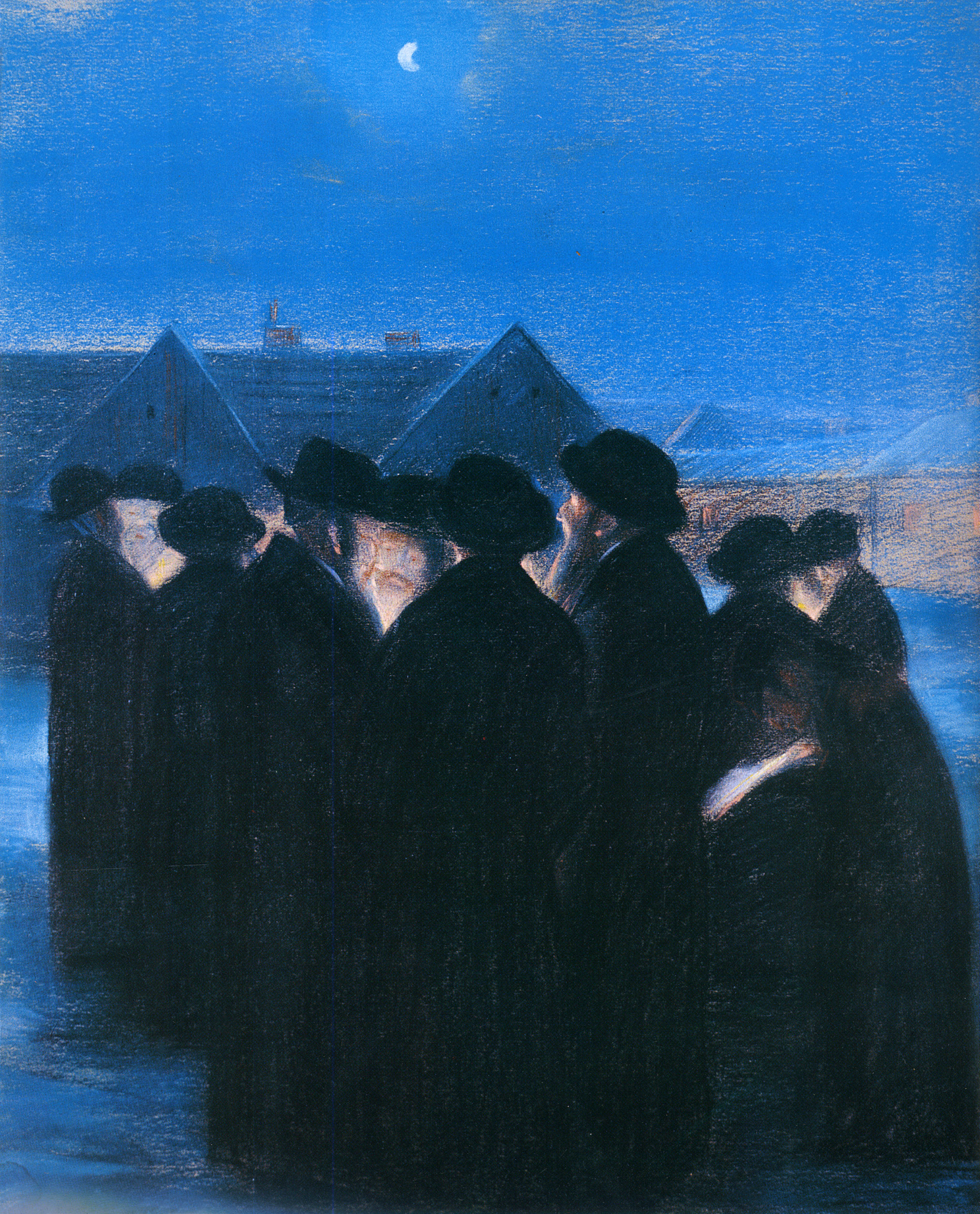
Svátek nového měsíce
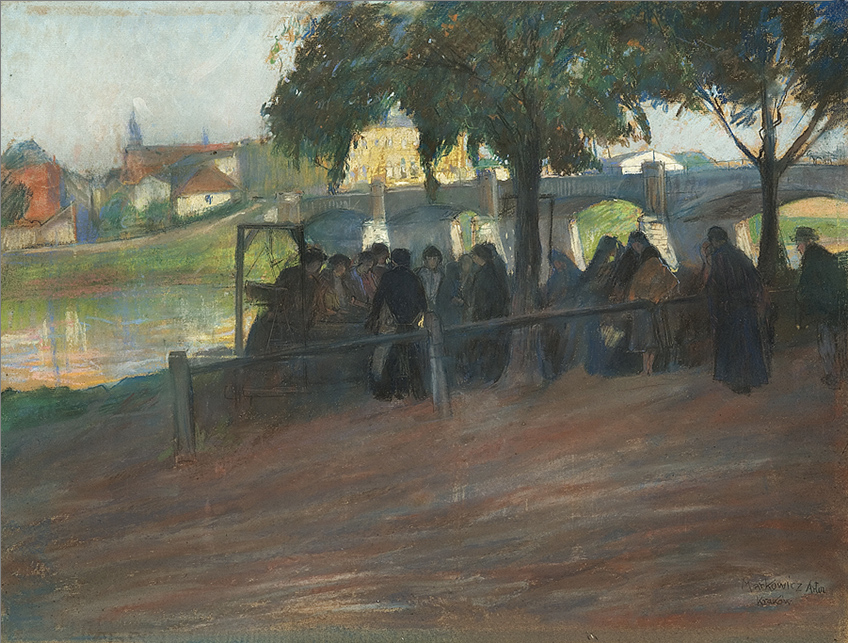
Rybí trh u Visly